# Speira littoralis
Speira littoralis är en svampart som beskrevs av Höhnk 1955. Speira littoralis ingår i släktet Speira, ordningen Pleosporales, klassen Dothideomycetes, divisionen sporsäcksvampar och riket svampar.   Inga underarter finns listade i Catalogue of Life.